# Julen Guerrero
Julen Guerrero López (Portugalete, Vizcaya, 7 de enero de 1974)  es un exfutbolista y entrenador español.
Formado como futbolista en la cantera de Lezama, ocupaba la demarcación de mediapunta y desarrolló toda su carrera en el Athletic Club (1992-2006), del que fue capitán desde 1995, totalizando 430 partidos y 116 goles. Está considerado uno de los futbolistas españoles más emblemáticos de los noventa, y uno de los jugadores referentes en la historia del club vizcaíno, con el que alcanzó un subcampeonato liguero en la temporada 1997/98. Fue internacional absoluto con España (1993–2000), sumando 41 partidos y 13 goles. Disputó dos Mundiales (1994, 1998) y una Eurocopa (1996). Previamente pasó por todas las categorías juveniles de la selección nacional (1989–1994).

## Trayectoria
Nació en 1974, en el municipio vizcaíno de Portugalete, situado en la industrial Margen Izquierda de la ría de Bilbao. Estudió en el Colegio Santa María, de la misma localidad. Desde los 8 años de edad estuvo vinculado a las categorías inferiores del Athletic Club. Su hermano menor, José Félix Guerrero, también fue futbolista.

### «La perla» rojiblanca (1992-1999)

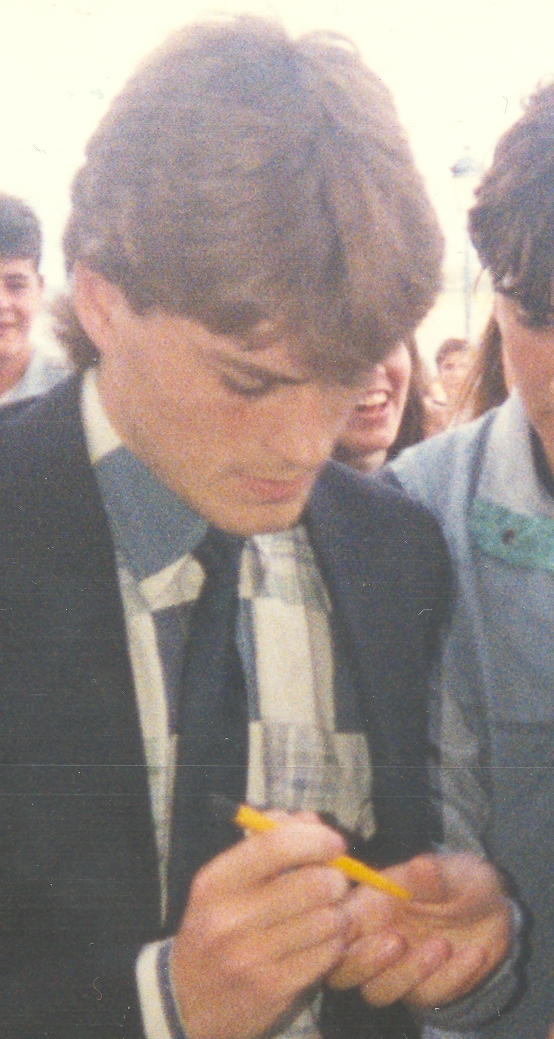
Julen Guerrero firmando autógrafos.

Julen fue avanzando por las categorías inferiores del Athletic Club hasta 1992, año en el cual pasó a formar parte del primer equipo de la mano del técnico alemán Jupp Heynckes. Su debut en la Primera División se produjo el 6 de septiembre de 1992 en el partido Athletic-Cádiz (2-1). El 20 de septiembre de 1992 marcó su primer gol con el primer equipo en la victoria (4-2) ante el Rayo Vallecano. En su primera temporada en el Athletic jugó 37 encuentros y anotó 10 goles; fue una de las sensaciones del campeonato y destacó como un mediapunta con una gran llegada a gol. A comienzos de 1993, con 19 años recién cumplidos, fue llamado por Javier Clemente para debutar con la selección española.
Su récord como goleador lo consiguió en la temporada 1993/94, llegando a marcar 18 goles en 36 partidos de Liga. Durante los años posteriores, Guerrero fue una de las estrellas del campeonato, el buque insignia del Athletic Club y el gran ídolo de la afición rojiblanca. El 5 de septiembre de 1993 consiguió su primer hat-trick en una victoria (5-1) ante el Albacete. El 6 de febrero de 1994 marcó gol en la victoria (2-3) en el Camp Nou. El 3 de abril de 1994 fue capaz de anotar cuatro goles en la victoria (7-0) ante el Sporting de Gijón. En 1995, cuando muchos de los grandes equipos de Europa seguían al jugador vasco para incorporarlo a sus filas, el Athletic Club logró que Guerrero firmara un histórico contrato por el que quedaba ligado al club hasta el año 2007. Esto garantizaba, prácticamente, la permanencia de Guerrero en su club de por vida. El Athletic rechazaba así ofertas de equipos como el Real Madrid, Barcelona, Lazio o el AC Milan, que estaban dispuestos a pagar la cláusula de rescisión y a ofrecerle un cheque en blanco. El 30 de agosto de 1995, el entrenador serbio Dragoslav Stepanovic le otorgó el brazalete, en detrimento de Genar Andrinua. El 27 de octubre de 1996 anotó su último triplete en la victoria (6-0) ante el Logroñés.
En la temporada 1997/98 obtuvo el mayor éxito deportivo de su carrera al conseguir el subcampeonato de Liga, lo que permitió al equipo bilbaíno jugar la campaña siguiente en la Liga de Campeones. En la Liga de Campeones 1998-99, anotó un gol histórico en Delle Alpi ante la Juventus al borde del descanso. Además anotó el gol de la victoria ante el Galatasaray en la última jornada, consiguiendo así la primera victoria en el formato moderno de la competición para el conjunto rojiblanco.

### Pérdida de protagonismo (2000-2006)
El protagonismo de Julen Guerrero dentro del equipo rojiblanco, cayó súbitamente en la temporada 1999/00, cuando el entrenador Luis Fernández lo relegó a la suplencia en algunos partidos. Julen tenía todavía 26 años y pasó de ser uno de los mejores mediapuntas de Europa, a ser un jugador de fuertes altibajos en su rendimiento. En esa temporada dejó un momento para la historia, el 12 de septiembre de 1999, al marcar de falta directa el primer gol que recibía Iker Casillas como profesional.
A partir de febrero de 2002 esta situación se acentuó aún más, quedándose fuera de las convocatorias en bastantes ocasiones. En esos más de cuatro años, disputó 76 partidos y solo 22 como titular para un total de 2460 minutos. De hecho, entre el 22 de septiembre de 2002 y el 7 de enero de 2006 solo disputó un partido de titular en Liga; fue ante el Atlético en la última jornada de liga 2003/2004, y sin nada en juego.
A pesar de la escasez de minutos, en la temporada 2004/05, marcó un gol que culminó una de las remontadas históricas: la que llevó al Athletic a ganar por 4-3 un partido que perdía por 0-3 ante Osasuna en el minuto 58, siendo aclamado por el público de San Mamés. El 6 de marzo de 2005 marcó su gol número 100 en Liga, de falta directa, en la victoria (3-1) ante el Albacete. Incluso en uno de sus últimos partidos, jugado el 12 de marzo de 2006, cuando acababa de salir al campo en el minuto 87, Julen logró un gol olímpico con 0-0, aunque el árbitro no dio validez y señaló penalti debido a que un jugador del Cádiz sacó el balón de la portería con la mano cuando ya había rebasado la línea de gol.
El 11 de julio de 2006, anunció su retirada como futbolista profesional cuando le quedaba una temporada para acabar su contrato con el Athletic. En su carrera deportiva, completó 14 temporadas y 372 partidos en la Primera División de España, marcando 101 goles. En total jugó 430 partidos y marcó 116 goles.

### Entrenador
Tras su retirada como jugador, entrenó al equipo juvenil del Athletic Club, que contaba con jugadores como Mikel San José o Ander Iturraspe, desvinculándose definitivamente el 13 de marzo de 2008. En la temporada 2011-12 se incorporó al Málaga C. F. como director de tecnificación de los jugadores de la cantera, aunque dejó el cargo a los pocos meses.
Perteneció cinco años al área técnica de la Real Federación Española de Fútbol (2018-2023). Ostentó el cargo de seleccionador nacional sub-15/16 (2018-2021), y sub-17 (2021-2023), además de formar parte del cuerpo técnico de la selección sub-21/olímpica de Luis de la Fuente.
El 20 de junio de 2024, firmó como entrenador de la S. D. Amorebieta de la Primera Federación.El 29 de octubre fue cesado, tras solamente 10 jornadas, debido a los malos resultados.

## Selección nacional
Como internacional español, comenzó pasando por todas las categorías juveniles de la selección nacional (1989–1994): fue internacional sub-19, con apenas 16 años, y sub-21 a la edad de 18, participando en el Europeo de 1994 y concluyendo en tercera posición.
Su debut absoluto con España se produjo con Javier Clemente como seleccionador, con 19 años recién cumplidos, el 27 de enero de 1993 en el Estadio Insular de Las Palmas ante México. Vistió la camiseta nacional 41 partidos en los que logró 13 goles, incluyendo dos tripletas frente a Malta y Chipre. Participó en los Mundiales de 1994, en el que jugó dos partidos frente a Corea del Sur y Bolivia, y 1998, donde disputó un encuentro contra Bulgaria, además de en la Eurocopa de 1996 donde disputó otros dos partidos. En octubre de 2000 jugó su último partido como internacional con España ante Austria. También acudió en 12 ocasiones y anotó 6 goles, en los partidos amistosos disputados por la selección vasca.

### Participaciones en fases finales
| Torneo              | Sede           | Resultado        |
| ------------------- | -------------- | ---------------- |
| Copa del Mundo 1994 | Estados Unidos | Cuartos de final |
| Eurocopa 1996       | Inglaterra     | Cuartos de final |
| Copa del Mundo 1998 | Francia        | Primera fase     |

## Estadísticas

### Jugador
Datos actualizados a fin de carrera deportiva.
| Club                       | Div.          | Temporada     | Liga  | Liga  | Liga   | Copas nacionales | Copas nacionales | Copas nacionales | Copas internacionales | Copas internacionales | Copas internacionales | Total | Total | Total  | Media goleadora |
| Club                       | Div.          | Temporada     | Part. | Goles | Asist. | Part.            | Goles            | Asist.           | Part.                 | Goles                 | Asist.                | Part. | Goles | Asist. | Media goleadora |
| -------------------------- | ------------- | ------------- | ----- | ----- | ------ | ---------------- | ---------------- | ---------------- | --------------------- | --------------------- | --------------------- | ----- | ----- | ------ | --------------- |
| Athletic Club "B" · España | 2.ª           | 1991-92       | 12    | 6     | 0      | 0                | 0                | 0                | —                     | —                     | —                     | 12    | 6     | 0      | 0,50            |
| Athletic Club "B" · España | Total club    | Total club    | 12    | 6     | 0      | 0                | 0                | 0                | 0                     | 0                     | 0                     | 12    | 6     | 0      | 0,50            |
| Athletic Club · España     |               |               |       |       |        |                  |                  |                  |                       |                       |                       |       |       |        |                 |
| 1.ª                        | 1992-93       | 37            | 10    | 0     | 0      | 0                | 0                | —                | —                     | —                     | 37                    | 10    | 0     | 0.27   |                 |
| 1.ª                        | 1993-94       | 36            | 18    | 0     | 4      | 3                | 0                | —                | —                     | —                     | 40                    | 21    | 0     | 0.53   |                 |
| 1.ª                        | 1994-95       | 27            | 13    | 0     | 2      | 1                | 0                | 4                | 2                     | 0                     | 33                    | 16    | 6     | 0.48   |                 |
| 1.ª                        | 1995-96       | 33            | 9     | 0     | 6      | 1                | 0                | —                | —                     | —                     | 39                    | 10    | 0     | 0.26   |                 |
| 1.ª                        | 1996-97       | 38            | 15    | 0     | 5      | 1                | 0                | —                | —                     | —                     | 43                    | 16    | 0     | 0.37   |                 |
| 1.ª                        | 1997-98       | 29            | 8     | 0     | 3      | 0                | 0                | 1                | 0                     | 0                     | 33                    | 8     | 0     | 0.24   |                 |
| 1.ª                        | 1998-99       | 36            | 9     | 1     | 2      | 1                | 0                | 8                | 2                     | 0                     | 46                    | 13    | 1     | 0.28   |                 |
| 1.ª                        | 1999-00       | 32            | 6     | 0     | 3      | 0                | 0                | —                | —                     | —                     | 35                    | 6     | 0     | 0.17   |                 |
| 1.ª                        | 2000-01       | 27            | 4     | 6     | 2      | 0                | 0                | —                | —                     | —                     | 29                    | 4     | 6     | 0.14   |                 |
| 1.ª                        | 2001-02       | 20            | 5     | 1     | 6      | 2                | 0                | —                | —                     | —                     | 26                    | 7     | 1     | 0.27   |                 |
| 1.ª                        | 2002-03       | 14            | 0     | 0     | 2      | 2                | 0                | —                | —                     | —                     | 16                    | 2     | 0     | 0.13   |                 |
| 1.ª                        | 2003-04       | 14            | 1     | 0     | 0      | 0                | 0                | —                | —                     | —                     | 14                    | 1     | 0     | 0.07   |                 |
| 1.ª                        | 2004-05       | 12            | 3     | 0     | 4      | 4                | 0                | 2                | 0                     | 0                     | 18                    | 3     | 0     | 0.17   |                 |
| 1.ª                        | 2005-06       | 17            | 0     | 0     | 2      | 0                | 0                | 2                | 0                     | 0                     | 21                    | 0     | 0     | 0.00   |                 |
| Total club                 | Total club    | 372           | 101   | 8     | 41     | 11               | 0                | 17               | 4                     | 0                     | 430                   | 116   | 14    | 0.27   |                 |
| Total carrera              | Total carrera | Total carrera | 384   | 107   | 8      | 41               | 11               | 0                | 17                    | 4                     | 0                     | 442   | 122   | 14     | 0.28            |
| 1. 2. 3.                   |               |               |       |       |        |                  |                  |                  |                       |                       |                       |       |       |        |                 |

#### Goles de tiro libre en Primera División
1. 10-09-1994: Celta  - Athletic (indirecto). Liga 94-95 J.2 [29/101][28]
2. 22-01-1995: Athletic - Valladolid (indirecto). Liga 94-95 J.18 [34/101]
3. 03-11-1996: Sevilla - Athletic. Liga 96-97 J.11 [56/101]
4. 23-03-1997: Compostela - Athletic. Liga 96/97 J.30 [62/101]
5. 23-05-1999: Valladolid - Athletic. Liga 98-99 - J.35 [81/101]
6. 12-09-1999: Athletic - Real Madrid. Liga 99-00 - J.03 [83/101]
7. 20-11-1999: Athletic - Atlético de Madrid. Liga 99-00 - J.12 [84/101]
8. 22-12-1999: Athletic - Racing de Santander (indirecto). Liga 99-00 - J.17 [86/101]
9. 06-03-2005: Athletic - Albacete. Liga 04-05 - J.27 [100/101]

### Entrenador
| Equipo                       | País   | Año       |
| ---------------------------- | ------ | --------- |
| Athletic Club (juveniles)    | España | 2006-2008 |
| Málaga C.F. (coordinador)    | España | 2011-2012 |
| Selección española sub-15/16 | España | 2018-2021 |
| Selección española sub-17    | España | 2021-2023 |
| S.D. Amorebieta              | España | 2024      |

## Palmarés
Athletic (juveniles)
- Campeonato Nacional Juvenil de Copa (1): 1992.
- Campeonato Nacional Juvenil de Liga (1): 1992.

Athletic Club
- Subcampeón de la Primera División de España (1): 1997/98.

Selección española (veteranos)
- Eurocopa de Fútbol Indoor (2): 2008, 2012.[29]

### Distinciones individuales
| Distinción                       | Año  |
| -------------------------------- | ---- |
| Jugador Revelación de la Liga    | 1993 |
| Mejor Jugador Español de la Liga | 1994 |

## Cualidades técnicas
Su posición natural era la de mediapunta. Era un jugador muy hábil, ambidextro, con un gran desborde de cintura y una gran pegada a portería, tanto en el remate como en el golpeo a balón parado. En su tiempo, fue uno de los jugadores ofensivos con más proyección de cara a puerta; su frialdad cuando se encontraba en el área era temida por todos sus rivales. Iba muy bien de cabeza y anotaba muchos goles. No perdía la concentración y, en muchas ocasiones, aparecía cuando el equipo más lo necesitaba.
Sus cualidades técnicas fueron variando según fue evolucionando su carrera futbolística. Julen Guerrero comenzó siendo un jugador muy ágil y con una gran verticalidad en el uno contra uno. Esto hacía que no fuera extraño verle sorteando rivales con un estilo único y efectivo, sin excesivas florituras. De hecho, fueron más de uno los goles que consiguió en jugada individual aprovechando esta habilidad innata. Sin embargo, a medida que fueron avanzando los años, el jugador portugalujo fue perdiendo parte de esa facilidad de cara a los jugadores rivales y en sus últimos años como futbolista profesional no fue tan sencillo ver las jugadas individuales a las que tenía acostumbrado a los aficionados. Por otra parte, su golpeo de balón fue un punto fuerte que no perdió según avanzaron los años. La excelente precisión en su disparo le llevó a seguir consiguiendo goles a balón parado en sus últimas temporadas.

## Medios de comunicación
Poco después de su retirada, debutó en televisión en 2007, como comentarista en TVE de los partidos de la selección española, junto al narrador José Ángel de la Casa. En 2015 obtuvo el grado en Periodismo y colaboró en prensa escrita con columnas para el diario El Correo y en radio como comentarista en la Cadena SER.

## Filmografía
- Documental Canal+ (9-2-2012), «Maestros del fútbol - Julen Guerrero» en Plus.es.
- Reportaje: Los 116 goles de Julen Guerrero con el Athletic Club en Youtube.
- Reportaje: Los 101 goles de Julen Guerrero en Liga en Youtube.
- Reportaje: Los 13 goles Julen Guerrero con la selección española en Youtube.
- Reportaje: Los 8 goles de Julen Guerrero en la selección sub-21 en Youtube.
- Documental, Ases del fútbol: Lo mejor de Julen Guerrero en Youtube.
- Documental EiTB (6-9-2012), «Especial 20 aniversario del debut de Julen Guerrero» en dailymotion.
- Reportaje Canal+ (12-11-2012), «Fiebre Maldini: 'Julen Guerrero, el amor a unos colores'» en Canalplus.es.